# Garnier
Garnier (pronúncia em francês: [ɡaʁnje]) é uma marca de cosméticos voltada para o público popular. Ela é uma das marcas da empresa francesa de cosméticos L'Oréal. A sua especialização é a fabricação de produtos para cuidar dos cabelos e da pele.

## Histórico
A Laboratoires Garnier foi fundada na França, em 1904, por Alfred Amour Garnier. O primeiro produto da empresa foi uma loção capilar, patenteada como "a primeira loção capilar derivada de ingredientes naturais de plantas". A empresa então lançou produtos de proteção solar em 1936, seguidos pela coloração permanente para cabelo em casa em 1960.
Ao longo das décadas, Garnier expandiu-se para além dos produtos para cabelo. Com a aquisição pela L'Oréal em 1970, voltou-se também para o mercado de cuidados com a pele. Na década de 2000, Garnier lançou uma linha de produtos de coloração para cabelos, incluindo tinturas permanentes e semipermanentes.
Em 2021, a Garnier lançou no Brasil uma linha de produtos voltada para a pele negra, inclusive contando com protetor solar com cor de tonalidade retinta.